# 西部作戦管区
西部作戦管区（せいぶさくせんかんく、ウクライナ語: Оперативне командування «Захід»）は、ウクライナ陸軍の作戦管区の一つ。1998年に沿カルパチア軍管区を再編成して西部作戦軍団（ウクライナ語: Західне оперативне командування）がリヴィウで発足し、2015年4月1日にリウネで新たに西部作戦管区が編成され、リヴィウの西部作戦軍団は同年8月に解散した。
リウネ州リウネに司令部を置き、ヴォルィーニ州、ザカルパッチャ州、イヴァーノ＝フランキーウシク州、リヴィウ州、リウネ州、テルノーピリ州、フメリニツキー州、チェルニウツィー州の防衛を担任する。

## 編制

西部作戦管区の担任地域

西部作戦管区の編制は以下のとおりとなる。
- 第10独立山岳強襲旅団（イヴァーノ＝フランキーウシク州コロミア）
- 第14独立機械化旅団（ヴォルィーニ州ヴォロディームィル）
- 第15独立機械化旅団（ウクライナ語版）（フメリニツキー州フメリニツキー）
- 第24独立機械化旅団（リヴィウ州ヤーヴォリウ（英語版））
- 第33独立機械化旅団
- 第63独立機械化旅団（フメリニツキー州スタロコスチャンティノフ）
- 第65独立機械化旅団（リヴィウ州スタリチ）
- 第68独立猟兵旅団（イヴァーノ＝フランキーウシク州イヴァーノ＝フランキーウシク）
- 第128独立山岳強襲旅団（ザカルパッチャ州ムカチェボ）
- 第44独立砲兵旅団（テルノーピリ州テルノーピリ）
- 第39独立高射ミサイル連隊（ウクライナ語版）（ヴォルィーニ州ヴォロディームィル）
- 第55独立通信連隊（ウクライナ語版）（リウネ州リウネ）
- 第703独立支援連隊（ウクライナ語版）（リヴィウ州サンビル）
- 第146独立修理連隊（ウクライナ語版）（リヴィウ州ゾーロチウ）
- 第130独立偵察大隊（リウネ州ドゥブノ）
- 第224独立自動車化大隊（ウクライナ語版）（フメリニツキー州シュペティウカ（英語版））
- 第394独立防護支援大隊（リウネ州リウネ）
- 第182独立支援大隊（ウクライナ語版）（テルノーピリ州ベレジャニ（英語版））
- 第201独立電子戦中隊
- 第146指揮情報センター（リウネ州リウネ）
- 電子情報地域センター（リヴィウ州ブロディ）
- 第100独立領土防衛旅団（ヴォルィーニ州）
- 第101独立領土防衛旅団（ザカルパッチャ州）
- 第102独立領土防衛旅団（イヴァーノ＝フランキーウシク州）
- 第103独立領土防衛旅団（リヴィウ州）
- 第104独立領土防衛旅団（リウネ州）
- 第105独立領土防衛旅団（テルノーピリ州）
- 第106独立領土防衛旅団（フメリニツキー州）
- 第107独立領土防衛旅団（チェルニウツィー州）
- 第125独立領土防衛旅団（リヴィウ）

## 歴代司令官
| 代                 | 氏名                             | 階級           | 在任期間                       |
| 西部作戦軍団長     | 西部作戦軍団長                   | 西部作戦軍団長 | 西部作戦軍団長                 |
| ------------------ | -------------------------------- | -------------- | ------------------------------ |
| 1                  | セルギー・チェルニレフスキー     | 上級大将       | 1998年 - 1999年                |
| 2                  | ミコラ・ペトリュク               | 上級大将       | 2003年10月16日 - 2004年7月19日 |
| 3                  | ミハイロ・クシン                 | 中将           | 2004年 - 2010年                |
| 4                  | ヴィクトル・ハヌスチャク         | 少将           | 2010年                         |
| 5                  | ユーリー・デュマンスキー         | 中将           | 2010年 - 2012年                |
| 西部作戦管区司令官 |                                  |                |                                |
| 1                  | イゴール・ドヴガン               | 中将           | 2015年5月 - 2017年3月          |
| 2                  | オレクサンドル・パヴリュク       | 中将           | 2017年3月 - 2020年4月          |
| 3                  | セルヒイ・シャプタラ             | 少将           | 2020年4月 - 2021年8月          |
| 4                  | セルギー・リトビノフ             | 少将           | 2021年8月 - 2024年4月          |
| 5                  | ヴォロディミル・シュヴェディユク | 少将           | 2024年4月 -                    |